# Charles de Bonchamps

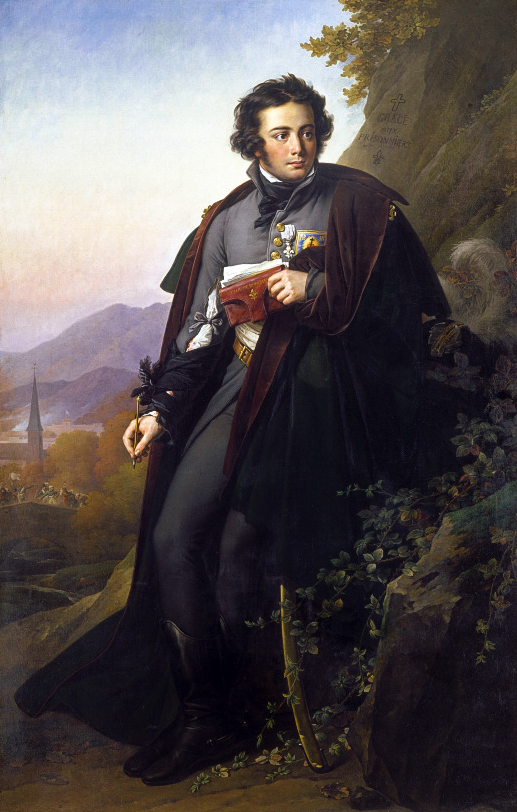
Charles de Bonchamps, 1793 von Girodet-Trioson

Charles Melchior Artus, Marquis de Bonchamps (* 10. Mai 1760 auf Château Juvardeil in Anjou; † 17. Oktober 1793 in Saint-Florent-le-Vieil, Département Maine-et-Loire) war ein französischer General im Vendéerkrieg. Wie sein Mitkämpfer Maurice Joseph Louis Gigost d’Elbée wurde er in der Zweiten Schlacht bei Cholet tödlich verwundet.

## Leben und Wirken
Bonchamps entstammte einer alten Offiziersfamilie und war der Sohn von Charles Louis Artus de Bonchamps. Kurz nach Ausbruch des Unabhängigkeitskriegs in Nordamerika meldete sich Bonchamps, um als Freiwilliger gegen die Briten zu kämpfen. Anfang 1784 kehrte er im Rang eines Capitaine wieder zurück nach Frankreich.
Er residierte im väterlichen Schloss und machte durch Maurice Joseph Louis Gigost d’Elbée Bekanntschaft mit den Ideen der Revolution. Als Royalist stand er auf der Seite von König Ludwig XVI. und lebte zurückgezogen bis ihn – nach der Hinrichtung des Königs am 21. Januar 1793 – Insurgenten wie Henri de La Rochejaquelein für ihre Sache – ein Aufstand der Vendée – begeistern konnten.
Er wurde einer der Führer der Katholischen und königlichen Armee der Vendée und kämpfte an der Seite von Jacques Cathelineau unter dem Kommando von Maurice d’Elbée. Er nahm an den Kämpfen bei Beaupréau, Thouars und Châtillon teil. In den Schlachten bei Clisson, Treize-Septiers und Cholet führte Bonchamps ein eigenes Kommando, wurde aber bei letzterer am 17. Oktober 1793 sehr schwer verwundet. Er starb noch am selben Tag und fand zusammen mit Cathelineau seine letzte Ruhestätte in der Abteikirche von Florent-le-Vieil. Seine letzte Tat war, dass er 5000 kriegsgefangene Republikaner vor der Niedermetzelung durch die über Bonchamps Fall ergrimmten Vendéer rettete.
1793 stellte der Maler Anne-Louis Girodet-Trioson sein Porträt von General Bonchamps der Öffentlichkeit vor. 1837 schuf Thomas Degeorge sein Gemälde Mort de Bonchamps.

## Ehrungen
- Der Bildhauer Pierre Jean David d’Angers schuf Bonchamps Sarkophag („Pardon de Bonchamps“)
- In Saint-Florent-le-Vieil widmete man ihm ein Denkmal, das ebenfalls von d’Angers geschaffen worden war
- Die Rue de Bonchamps in seiner Heimatstadt wurde ihm zu Ehren benannt.